# اثیری
اثیری فیلمی به کارگردانی، نویسندگی و تهیه‌کنندگی محمدعلی سجادی ساخته سال ۱۳۸۰ است. این فیلم در تاریخ ۱۳ شهریور ۱۳۸۱ بر روی پرده سینما رفت.

## بازیگران
- خسرو شکیبایی (عمو)
- امین حیایی (سمندر)
- هانیه توسلی (خورشید)
- عباس امیری (حبیب آقا)
- آزیتا لاچینی (مادر سمندر)
- عباس شادروان (دکتر)
- افسانه ناصری (مادر خورشید)

## خلاصه فیلم
خورشید که به تازگی با سمندر ازدواج کرده حوادث عجیبی را در خانه می‌بیند درها مدام باز و بسته می‌شوند و وسایل خانه نابهنگام حرکت می‌کنند و…

## جشنواره‌ها
اثیری در ششمین دوره جشن خانه سینما (۱۳۸۱) در سه بخش بهترین کیفیت لابراتواری، بهترین طراحی لباس (فرامرز بادرامپور) و بهترین فیلم‌نامه (محمدعلی سجادی) کاندید تندیس زرین بوده است.